# Trilogy (альбом ATB)
Trilogy — шестой студийный альбом немецкого музыканта и продюсера электронной музыки Андре Таннебергера изданный 27 апреля 2007 года.

## Обзор
«Трилогия» построена по концепции «Two Worlds»: первый диск — танцевальный, второй — расслабляющий. Однако первый диск совершенно не похож на первый диск из альбома «Two Worlds». Композиции стали более массовыми. Из-за этого, на официальном форуме Андре обвинялся слушателями в измене своему стилю, переходу от танцевальных мелодий к «попсовым».
Второй диск выдержан в лучших традициях ATB, его можно охарактеризовать как музыка без слов. Андре является большим поклонником индийской музыки, поэтому ему захотелось выпустить диск без вокала в таком стиле. В записи было использовано много живых инструментов: настоящие ударные, гитары, фортепиано. По мнению Андре реальные инструменты передают теплоту, исходящую из этих предметов.
Для записи вокальных партий Андре пригласил в студию множество разных вокалистов. В композициях «Renegade», «Stars Come Out», «Made Of Glass» звучит голос Хитер Нова (англ. Heather Nova), уже знакомой по альбому «Two Worlds». Данное решение обоснованно тем, что голос Хитер добавляет что-то волшебное в альбом, делая его по-своему уникальным. Кроме того, в этом альбоме спел уже хорошо известный Ян Лёээл (нем. Jan Löehel).
Помимо лиц, уже сотрудничавших с ATB во время записи пластинок, в работе над «Trilogy» приняли участие и другие вокалисты: Дженифер Кар (англ. Jennifer Karr) и Карен Айрес (англ. Karen Ires) из Нью-Йорка, талантливый копенгагенский паренёк Джепп Риддервольд (англ. Jeppe Riddervold).

### Интересные факты
- В отличие от «Two Worlds», релиз "«Trilogy» продавался в двух вариантах: обычном и двойном.
- Написание композиции «Beautiful Worlds» Андре и Руди начали ещё в 2006 году, когда путешествовали по США.
- «A Dream About You» («Мечта о тебе») посвящена жене Андре Анне.
- Цифровой релиз в онлайн-магазине iTunes Store содержал эксклюзивную композицию «Night Watch».
- В буклете российского издания перед названием каждой композиции появляется загадочная буква W.

## Запись
В середине 2006 года Андре дал первые намёки по поводу седьмого студийного альбома ATB. Запись началась осенью 2006 года. Однако во время записи, Андре продолжал тур по Америке, который затянулся на несколько больше время, чем ожидалось, для работы оставалось совсем мало времени. Первоначально выход пластинки планировался на осень, но ожидания слушателей не оправдались. Дата релиза была перенесена на 2007 год.
Зимой 2006 года Андре сократил расписание туров в несколько раз, чтобы сосредоточиться на работе в студии. В ночь с 29 на 30 января на официальном сайте появилось 11 демо композиций, и название нового альбома. К началу февраля 2007 года запись альбома, проходившая в немецкой студии Андре, была завершена.
Kontor Records пообещала выпустить альбом 4 мая. Чтобы немного удовлетворить уставших от ожидания слушателей, релиз перенесли — 27 апреля был официально выпущен новый, седьмой альбом ATB — «Trilogy».

## Обложка и оформление
«Trilogy» стал первым альбомом, в оформлении которого не принимал участия Марк Шильковски (нем. Marc Schilkowski). Фотографии сделаны Вернером Гризе (нем. Werner Griese) и Руди (нем. RuDee).

## Альбом

### Список композиций

#### CD1 (однодисковое издание)
| №   | Название                                | Автор(ы)                                                     | Длительность |
| --- | --------------------------------------- | ------------------------------------------------------------ | ------------ |
| 1.  | «Justify»                               | A. Tanneberger, A. Pearls, J. Karr, R. Dittmann, J. Loechel  | 3:47         |
| 2.  | «Desperate Religion»                    | A. Tanneberger, A. Pearls, R. Dittmann                       | 4:37         |
| 3.  | «Renegade»                              | A. Tanneberger, H. Nova, R. Dittmann, J. Loechel             | 5:36         |
| 4.  | «Beautiful Worlds»                      | A. Tanneberger, R. Dittmann                                  | 5:07         |
| 5.  | «Stars Come Out»                        | A. Tanneberger, H. Nova, R. Dittmann, R. Dittmann, B. Fincke | 3:27         |
| 6.  | «Feel Alive»                            | A. Tanneberger, J. Loechel, R. Dittmann                      | 3:44         |
| 7.  | «Made Of Glass»                         | A. Tanneberger, H. Nova, R. Dittmann                         | 4:18         |
| 8.  | «Alcarda»                               | A. Tanneberger                                               | 4:58         |
| 9.  | «These Days»                            | A. Tanneberger, J. Riddervold, Madestam, Honore, R. Dittmann | 5:34         |
| 10. | «Better Give Up»                        | A. Tanneberger, J. Loechel, R. Dittmann                      | 5:08         |
| 11. | «Some Things Just Are The Way They Are» | A. Tanneberger, J. Riddervold, Madestam, R. Dittmann         | 5:26         |
| 12. | «The Chosen Ones»                       | A. Tanneberger, J. Loechel, R. Dittmann                      | 4:13         |

#### CD2 (двухдисковое издание)
| №   | Название                      | Автор(ы)                                | Длительность |
| --- | ----------------------------- | --------------------------------------- | ------------ |
| 1.  | «Searching For Satellite»     | A. Tanneberger                          | 6:16         |
| 2.  | «Fahrenheit 451»              | A. Tanneberger, R. Dittmann, J. Loechel | 4:26         |
| 3.  | «Trilogy (The Final Chapter)» | A. Tanneberger, R. Dittmann             | 5:07         |
| 4.  | «A Rainy Afternoon»           | A. Tanneberger, R. Dittmann             | 3:45         |
| 5.  | «No Fate»                     | S. Britzke, M. Hoffmann, R. Swain       | 7:07         |
| 6.  | «One Small Step»              | A. Tanneberger, T. Wohlfeld             | 4:22         |
| 7.  | «Dooley’s World»              | A. Tanneberger, J. Loechel              | 4:56         |
| 8.  | «9 AM»                        | A. Tanneberger                          | 5:20         |
| 9.  | «Tristan Da Cunha»            | A. Tanneberger, J. Loechel              | 4:16         |
| 10. | «A Dream About You»           | A. Tanneberger                          | 4:46         |
| 11. | «Illuminated Mind»            | A. Tanneberger, R. Dittmann             | 6:22         |
| 12. | «Shine On»                    | A. Tanneberger                          | 7:39         |
| 13. | «Under The Sky»               | A. Tanneberger                          | 4:20         |
| 14. | «One Million Miles»           | A. Tanneberger                          | 4:04         |

### Издания
| Страна    | Дата | Лейбл             | Формат  | Каталог               |
| Германия  | 2007 | Kontor Records    | CD      | Kontor595, 0179902KON |
| Румыния   | 2007 | NRG!A, Roton      | CD      | 4092-2                |
| Украина   | 2007 | Одиссей           | CD      | ODal000232            |
| Украина   | 2009 | Moon Records      | CD      | MR 3589-2             |
| Германия  | 2007 | Kontor Records    | CD+CD   | Kontor595, 0180412KON |
| Россия    | 2007 | Танцевальный Рай  | CD+CD   | TP-463                |
| США       | 2007 | Water Music Dance | CD+CD   | 302 060 717 2         |
| Польша    | 2007 | Magic Records     | CD+CD   | 173372-5              |
| Австралия | 2007 | Central Station   | CD+CD   | CSR CD 5420           |
| Украина   | 2009 | Moon Records      | CD+CD   | MR 3590-2             |
| Польша    | 2007 | Magic Records     | CD, DVD | 175222-5              |

### Форматы
- CD — содержащий 12 композиций альбома
- CD+CD двойное издание — содержащее 26 композиций альбома
- CD+DVD польское издание — 12 композиций альбома, 2 ремикса на «Desperate Religion», композиция «Night Watch» ранее распространявшаяся только через онлайн-магазин iTunes Store. На DVD присутствуют пять видео: ATB в Польше, создание клипа «Renegade», сам клип, и клип «Feel Alive» с оригинальной дорожкой и дорожкой от Duende

### Синглы
После переноса альбома на 2007 год, Андре объявил о выпуске первого сингл «Justify» ещё в ноябре 2006 года. Но позже в новости, распространённой на официальном сайте, дата была изменена на апрель 2007 года. Перенос был связан из-за затянувшегося тура по Америке.
В феврале 2007 года руководство лейбла Kontor Records объявляет о выпуске другого сингла — «Renegade», который был записан с Хитер Нова. Официальный релиз состоялся 13 апреля. В марте в Буэнос-Айресе прошли съёмки клипа «Renegade», в которых приняла участие сама Хитер.
После небольшого затишья, в июне Андре анонсировал выход второго сингла «Feel Alive». 20 июля релиз сингла состоялся в MP3-магазинах, а 27 числа вышел на физических носителях. В состав диска попали два ремикса на композицию «Desperate Religion» от победителей конкурса, который проводился после официального релиза пластинки.
21 декабря, в поддержку четвёртой части «The DJ. In The Mix», вышел долгожданный третий сингл «Justify». Что примечательно, впервые сингл посвящённый выходу «The DJ» содержит ремиксы от сторонних музыкантов.
| Информация                                                       | Трек-лист |
| ---------------------------------------------------------------- | --- |
| Renegade - Вышел: 2007 - Лейбл: Kontor Records - Носители: LP    | 1. A&T Mix 2. Ronski Speed Remix |
| Renegade - Вышел: 2007 - Лейбл: Kontor Records - Носители: CD    | 1. Airplay Mix 2. A&T Mix 3. Ronski Speed Remix |
| Feel Alive - Вышел: 2007 - Лейбл: Kontor Records - Носители: LP  | 1. A&T Original Club Mix 2. Duende Remix |
| Feel Alive - Вышел: 2007 - Лейбл: Kontor Records - Носители: LP  | 1. Sunloverz Club Remix 2. Bee-Low Remix |
| Feel Alive - Вышел: 2007 - Лейбл: Kontor Records - Носители: MP3 | 1. A&T Original Club Mix 2. Airplay Mix 3. Alternative Radio Mix 4. Bee-Low Remix 5. Duende Remix 6. Duende Video Cut 7. Sunloverz Club Remix 8. Sunloverz Radio Remix             |
| Feel Alive - Вышел: 2007 - Лейбл: Kontor Records - Носители: CD  | 1. Feel Alive (Airplay Mix) 2. Feel Alive (Sunloverz Edit) 3. Feel Alive (Duende Remix Edit) 4. Desperate Religion (Cunningham Remix) 5. Desperate Religion (Egohead Deluxe Remix) |
| Justify - Вышел: 2007 - Лейбл: Kontor Records - Носители: LP     | 1. Club Mix 2. Mark Norman Remix 3. Adam Nickey Remix 4. New World Mix |
| Justify - Вышел: 2007 - Лейбл: Kontor Records - Носители: MP3    | 1. Airplay Guitar 2. Club Mix 3. New World Mix 4. Adam Nickey Remix 5. Mark Norman Remix                                                                                           |

## Участники записи
- Дженифер Кар (Jennifer Karr), Карен Айрес (Karen Ires), Хитер Нова (Heather Nova), Ян Лёээл (Jan Löehel), Джепп Риддервольд (Jeppe Riddervold) — вокал
- Буркхард Финке (Burkhard Fincke) — аранжировка
- Ян Лёээл (Jan Löehel) — инженер звукозаписи
- Александр Перлс (Alexander Perls), Дженифер Кар (Jennifer Karr), Хитер Нова (Heather Nova), Руди (RuDee), Ян Лёээл (Jan Löehel), Риддервольд (Jeppe Riddervold), Мадестам (Madestam), Оноре (Honore) — соавторы
- Андре Таннебергер (André Tanneberger), Ян Лёээл (Jan Löehel), Джепп Риддервольд (Jeppe Riddervold), Томас Вольфельд (Thomas Wohlfeld) — гитара